# مارك موراي
مارك موراي (بالإنجليزية: Mark Murray)‏ هو لاعب دوري الرغبي أسترالي، ولد في 1 مايو 1959 في بريزبان في أستراليا.